# Ieva Narkutė
Ieva Narkutė–Šeduikienė alias Jieva (née le 22 juin 1987 à Kaunas, Lituanie) est une auteure-compositrice lituanienne.
Elle grandit à Šiauliai et ses parents sont des musiciens. Elle possède une master en psychologie de l'université de Vilnius, et sa chanson “Raudoni vakarai“ a été un grand succès.

## Prix
- 2007 – Prix Saulius Mykolaitis[3];
- 2011 – Prix musicaux T.Ė.T.Ė., meilleur chanteur

## Discographie

### Singles
- Liūdnos Dainos (2020, avec Svaras)
- Šitaip įsimylėt (2020)
- Taip arti viens kino (2020)